# Dusičnan tris(hydrazin)nikelnatý
Dusičnan tris(hydrazin)nikelnatý (NHN, nikl hydrazinnitrát, [Ni(N2H4)3](NO3)2) je komplexní sloučenina a zároveň výbušnina s vlastnostmi na pomezí třaskaviny a trhaviny. Vzhledem se jedná o růžový materiál buď krystalické, nebo jemně krystalické až amorfní konzistence. Krystalová hustota je 2,129 g/cm3. Citlivost na tření je 16 N (na stejném aparátu 0,1 N pro azid olovnatý a 8 N pro pentrit). Citlivost na tření je tedy malá a odpovídá trhavinám. Citlivost na dopad je 2krát nižší než u azidu olovnatého a z tohoto pohledu se NHN řadí mezi průměrnou až lehce více bezpečnou třaskavinu. Citlivost na elektrostatický výboj je 0,02 J, tedy blíže trhavinám než třaskavinám, a je na samé hranici možností, kde mohou lidské prsty přenést takový výboj (výboje z prstů nad 20 mJ jsou vzácné). Detonační tlak Pcj je při hustotě 1,7 g/cm3 20,8 MPa a energie exploze je 4 390 kJ/kg – jde tedy o výbušninu, která je lehce silnější než TNT.

Vzorec NHN

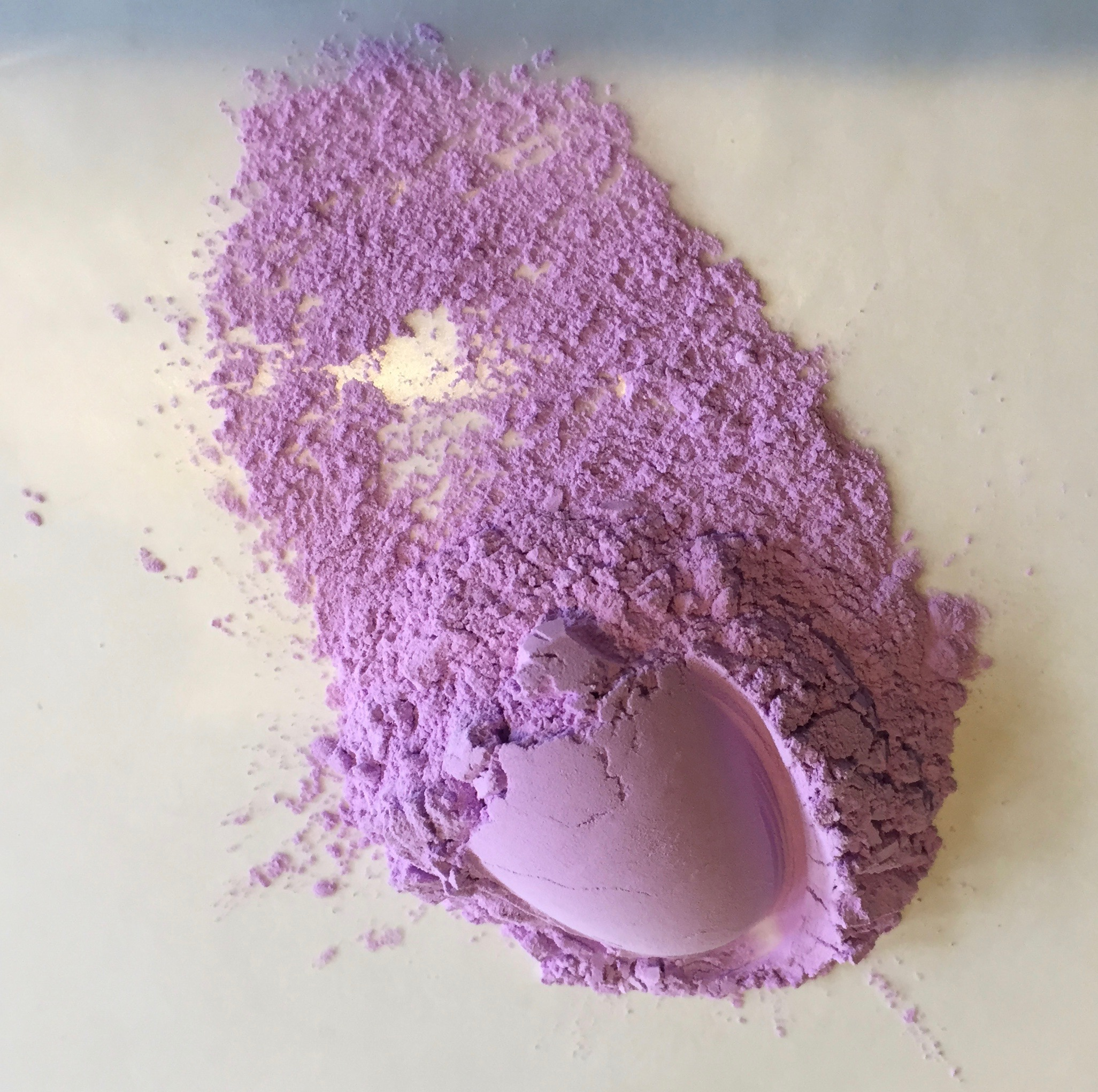
Práškový NHN (dextrinovaný)

NHN se komerčně používá v Indii na výrobu bezolovnatých rozbušek a v amatérské praxi, kde je plněn do rozbušek s vlastnostmi rozbušek typu NPED (pokud zvažujeme NHN jako trhavinu, tak se pak jedná o NPED – záleží na definici).
Výroba NHN je relativně jednoduchá a sestává z reakce dusičnanu nikelnatého s hydrátem hydrazinu ve vodě při 65 °C.